# Giacomo Colosimo
Giacomo Colosimo Cerone, naturalizzato James Colosimo, noto anche con lo pseudonimo di Big Jim (Colosimi, 16 febbraio 1878 – Chicago, 11 maggio 1920), è stato un mafioso italiano naturalizzato statunitense, di Chicago, primo boss riconosciuto della Chicago Outfit.

## Biografia
Lasciò la sua terra natale, Colosimi in provincia di Cosenza, per raggiungere il padre, Luigi, emigrato prima di lui negli Stati Uniti. Sbarcato in America nel 1895, dopo aver fatto il garzone in una macelleria e lo spazzino, decise d'imporsi al mondo con l'astuzia e la violenza, iniziando ad occuparsi dello sfruttamento della prostituzione e del gioco d'azzardo. La ferocia che lo contraddistingueva nella gestione di bische, racket e prostituzione lo portò a diventare uno dei malavitosi più temuti di Chicago. Per difendere i suoi interessi minacciati da altri malavitosi, chiamò con sé suo nipote Johnny Torrio, che diventò il suo vice, e i due portarono ricchezza alla loro organizzazione, eliminando tutti i possibili nemici e corrompendo i poliziotti troppo curiosi.
Nel 1920 negli Stati Uniti entrò in vigore il Volstead Act, la famosa legge che inaugurò il proibizionismo, ossia la messa al bando della produzione e della vendita di alcol. Torrio provò a convincere Colosimo a entrare nel giro del contrabbando, ma non ci riuscì. Johnny Torrio decise con l'avallo di Frankie Yale di assassinare Big Jim Colosimo, il quale aveva perso la testa, a più di quarant'anni, per un'attrice di 19 anni. Così Giacomo Colosimo venne ucciso l'11 maggio 1920 da Frankie Yale su ordine di Torrio, che prese il comando dell'impero criminale fondato da suo zio. Colosimo venne sepolto nel Cimitero di Oak Woods a Chicago, Illinois.